# Джон Франклін
Сер Джон Фр́анклін (16 квітня 1786, Спілсбі, Англія — 11 червня 1847, острів Короля Вільяма, Канада) — британський полярний дослідник, офіцер Королівського військово-морського флоту Великої Британії. Протягом кількох експедицій він зробив значний внесок до картографування північного узбережжя Північної Америки. Загинув під час експедиції, метою якої було відкриття Північно-Західного проходу.

## Юність і початок кар’єри
Джон Франклін народився в містечку Спілсбі (графство Лінкольншир) дев’ятим із дванадцяти дітей. Навчався в школі ім. Едварда Шостого в м. Луті. Зацікавлення до морських подорожей ще в дитинстві спонукало його взяти участь у плаванні на торговельному кораблі, незважаючи на несхвалення з боку батька. 
У чотирнадцять років він отримує від батьків дозвіл записатися на службу на військовий корабель «Поліфем». Згодом він узяв участь у кількох відомих операціях військово-морського флоту, зокрема в Копенгагенській битві 1801 року, дослідницькій експедиції до берегів Австралії, Трафальгарській битві 1805 року та Новоорлеанській битві 1814 року. У 1818 році Франклін у званні лейтенанта вперше відвідав арктичні широти як член експедиції Девіда Б’юкана. Метою дослідників було знайти вільне від криги море навколо Північного полюса. Проте експедиція потрапила в льодовий полон недалеко від острова Шпіцберґена і за кілька тижнів змушена була повертатись додому.

## Перші полярні експедиції під керівництвом Франкліна
У 1819 році Франкліна призначили головою наземної експедиції, яка мала дослідити канадське узбережжя на схід від річки Копермайн. Протягом трьох років із двадцяти учасників походу одинадцятеро загинули через недосконалу організацію та складні природні умови. Історики вважають, що принаймні одного члена експедиції вбили, а також припускають можливість людоїдства. Решта учасників вижили, харчуючись лишайниками і намагаючись жувати шматки шкіри з власного взуття. 
У 1823 році Франклін одружився з поеткою Елінорою Анною Порден, яка померла від сухот через два роки, залишивши по собі доньку. Після смерті першої дружини Франклін очолив експедицію по річці Макензі до берегів моря Бофорта. Завдяки значно кращій підготовці його команді цього разу вдалося дослідити північне узбережжя Канади аж до Аляски на заході та до річки Копермайн на сході.
1828 року він отримав лицарське звання і одружився з Джейн Ґріффін, подругою своєї першої дружини.

## Губернатор Тасманії
З 1836 по 1843 рік Франклін посідав пост губернатора Землі Ван Дімена (сучасна Тасманія). Ініціативи з реформування місцевої пенітенціарної системи, а також емансипована поведінка його дружини спричинили непопулярність Франкліна серед місцевих чиновників. Попри це, в історії регіону він залишився як позитивна постать. На його честь назване село на річці Гуон, а також річка на західному узбережжі Тасманії. Леді Джейн Франклін працювала над заснуванням на Тасманії університету, музею та ботанічного саду.

## Експедиція до Північно-Західного проходу
19 травня 1845 року Франклін на чолі команди зі 134 чоловік вирушив у експедицію до Північно-Західного проходу на кораблях «Еребус» і «Террор». Обидва судна були обладнані з використанням останніх технологій і споряджені для трирічної подорожі. Досягнувши західного узбережжя Ґренландії, експедиція зупинилася на острові Диско для підготовки для подальшого плавання. Останній контакт мандрівників із європейцями був зафіксований 26 липня 1845 року, коли капітан китобійного судна «Принц Валійський» бачив команду Франкліна у Ланкастерській протоці. 
Експедиція не надсилала жодних новин протягом двох років, після чого леді Франклін спонукала британську владу спорядити загін на розшуки чоловіка. Зважаючи на відомість Франкліна та значні фінансові ресурси його родини, було організовано чимало пошукових експедицій. У 1850 році на о. Бічі знайшли могили трьох членів команди, які померли ще в перший рік подорожі. У 1854 році шотландський дослідник Джон Рей дізнався від канадських інуїтів, що Франклін і його колеги загинули від холоду, хвороб і нестачі їжі, намагаючись пішки дістатися до найближчого поселення. Подальші дослідження встановили, що причинами загибелі команди стали жорсткий клімат, цинга та брак харчів, а також зараження консервів свинцем.

## Спадщина та пам’ять у британських джерелах
Образ Франкліна в сучасній літературі неоднозначний. Історики критикують Франкліна за кар’єризм та погане планування останнього походу, який спричинив смерть понад сотні людей. Проте позитивний образ сміливого дослідника й мандрівника досі зберігся в британських джерелах. Його пригоди надихнули кілька документальних фільмів, а також значну кількість художніх творів. Деякий час ім’я Франкліна носив один із округів канадської Арктики. Також його іменем названо австралійський дослідницький корабель (зараз плаває під прапором Швеції).